# Channel Tres
Channel Tres, vlastním jménem Sheldon Young, (* 26. května 1991 Compton) je americký rapper a producent.
Vyrůstal v rodné Kalifornii, ale ve dvaceti letech se odstěhoval do Oklahomy, kde studoval hudbu. Později se vrátil do Kalifornie. V mládí doprovázel kostelní sbor hrou na bicí. Do širšího povědomí se dostal v roce 2018 s písní „Controller“ ze svého debutového EP Channel Tres. Další EP vyšlo v následujícím roce pod názvem Black Moses a obsahuje mj. píseň „Black Moses“ s hostujícím rapperem JPEGMafia. V písni „Fuego“, která vyšla na jeho třetím EP I Can't Go Outside, hostuje Tyler, the Creator. Sám hostoval například na nahrávkách hudebníků Tokimonsta („Naked“), SG Lewis („Impact“) a Flight Facilities („Lights Up“). Rovněž se věnuje tvorbě remixů; remixoval například písně „Late Night Feelings“ (Mark Ronson), „Earfquake“ (Tyler, the Creator) a „Hit the Back“ (King Princess).